# Friedrich Wolfhagen
Georg Friedrich Wolfhagen (* 1777 in Tönning; † 17. Dezember 1846 in Wandsbek bei Hamburg),  war ein deutscher Jurist und Bürgermeister von Tönning.

## Leben
Friedrich Wolfhagen stammte aus einer Familie, die seit fast 300 Jahren in Tönning und Eiderstedt ansässig war. Er studierte 1794 bis 1798 an der Christian-Albrechts-Universität zu Kiel Rechtswissenschaften.
Danach legte er sein juristisches Amtsexamen auf Schloss Gottorf ab. Er heiratete Charlotte Christiane Hansen. Die Eheleute Wolfhagen hatten insgesamt neun Kinder. Die Familie war evangelisch und ließ ihre Kinder in der St.-Laurentius-Kirche taufen. Die Kinder wurden von einem Hauslehrer unterrichtet, weil es in Tönning damals keine höhere Schule gab. Seine Söhne Ernst Friedrich (Advokat in Tönning), Gustav und Carl und die Töchter Marie Norden und Therese Wolfhagen sind bekannt.
1821 wurde er Advokat in seiner Heimatstadt und zum ‚Senator und Stadtsecretair‘ durch Christian VIII. (Dänemark und Norwegen) ernannt. Im September 1839 wurde er durch königlich dänischen Dekret zum ‚Bürgermeister und Polizeimeister‘ bestimmt. Am 28. Juli 1840 erhielt er den Titel ‚Königl. dänischer Justizrath‘
1836 veröffentlichte er einen Aufsatz in Niels Nikolaus Falcks Neues staatsbürgerliches Magazin mit besonderer Rücksicht auf die Herzogthümer Schleswig, Holstein und Lauenburg, den er 1838 als separate Schrift in Friedrichstadt drucken ließ. Darin beschrieb er u. a. den Handelsaufschwung in Tönning infolge der Kontinentalsperre Napoleons 1806–1809. Seine Tochter Friederike begann sich ab 1836 unter dem Namen ‚Marie Norden‘ als Schriftstellerin einen Namen zu machen.
Im Sommer 1843 wollte der Hamburger Schriftsteller G. Werner eine in Hamburg verbotene Schrift in Tönning drucken lassen. Friedrich Wolfhagen kam dem Ansinnen des Hamburger Senats schnell nach und konfiszierte das Druckmanuskript. Der Unmut darüber war so groß, dass Wolfhagen um seine Entlassung aus den dänischen Staatsdiensten bat, die der König Friedrich VI. am 28. Juli 1843 erteilte.
Er siedelte mit seiner Frau und Tochter Friederike in das Dorf Wandsbek vor den Stadttoren Hamburgs über. Friederike pflegte mit ihrer Mutter den kranken Vater bis zu seinem Tode am 17. Dezember 1846. Die Witwe und ihre Tochter zogen nach Dresden.